# Kościoły protestanckie w Lublinie
W Lublinie protestantyzm reprezentowany jest przez większość tradycji wyznaniowych, zarówno nurtu ewangelickiego, jak i ewangelikalnego. Najwięcej wyznawców posiada Kościół Zielonoświątkowy w RP oraz Kościół Adwentystów Dnia Siódmego. Na terenie miasta działa 16 denominacji protestanckich, które łącznie posiadają 17 zborów i placówek.

## Historia
Protestantyzm w Lublinie pojawił się w połowie XVI wieku. Szybko pojawiły się pierwsze zbory, które zrzeszały znaczną część miejscowej szlachty. W 1562 r. Kościół Ewangelicko-Reformowany (obecnie nieposiadający w mieście wyznawców) założył pierwszy lubelski zbór kalwiński. 
W 1784 r. luteranie otrzymali zgodę na budowę kościoła, szkoły i szpitala w Lublinie. Cztery lata później ukończono Kościół św. Trójcy, który jest domem modlitwy miejscowej społeczności luterańskiej do dziś. Wkrótce chrześcijanie wyznania augsburskiego założyli tzw. Dom Schronienia, który zapewniał opiekę ubogim. Finansowany był z darowizn. Szkoła Ewangelicka założona została w 1863 r.
Adwentyzm dotarł do Lublina w 1913 r. Dzięki pracy ewangelizacyjnej ewangelisty i pracownika biblijnego Kościoła Adwentystów Dnia Siódmego już rok później powstał na terenie miasta pierwszy zbór adwentystyczny.

## Współczesność

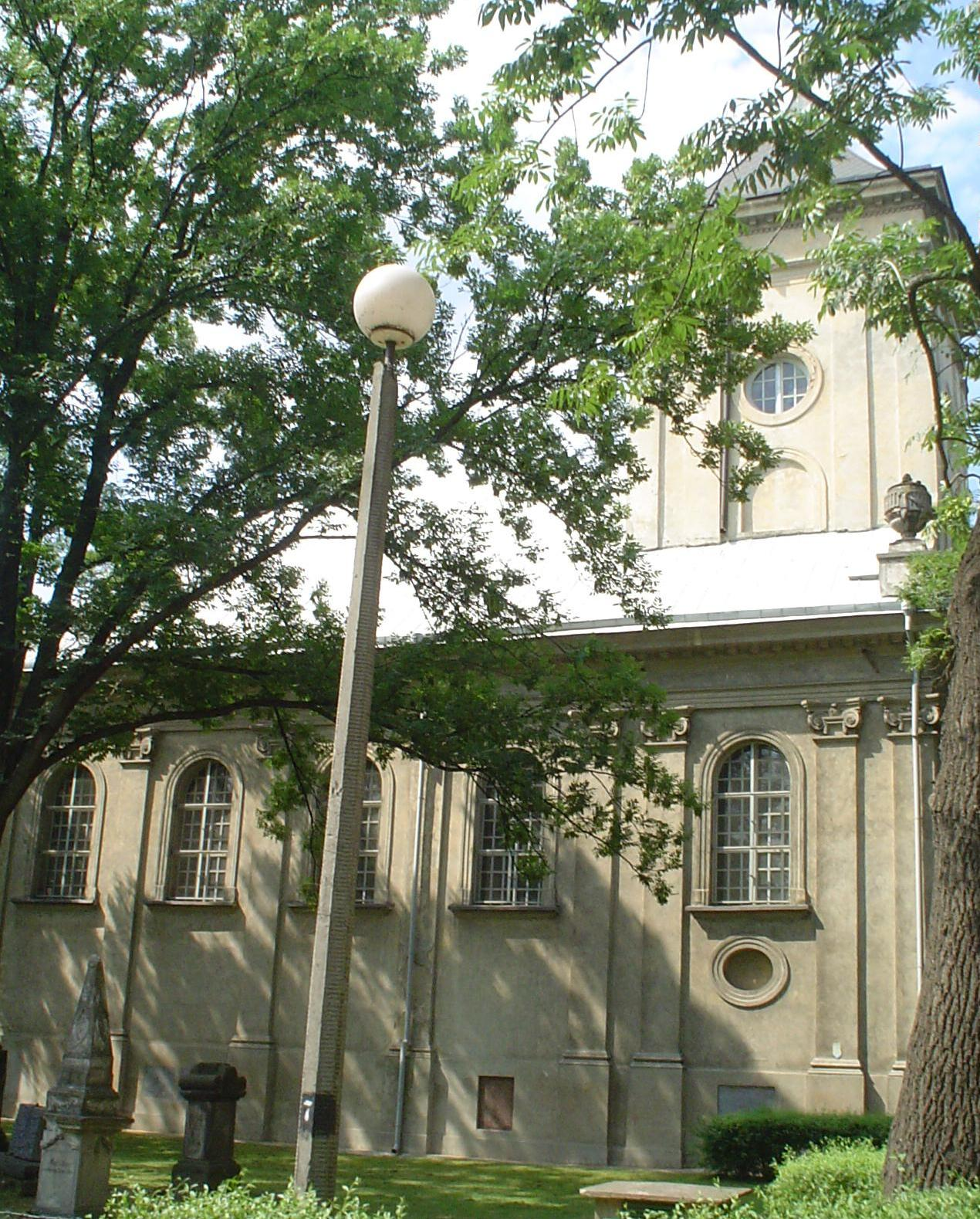
Kościół luterański św. Trójcy

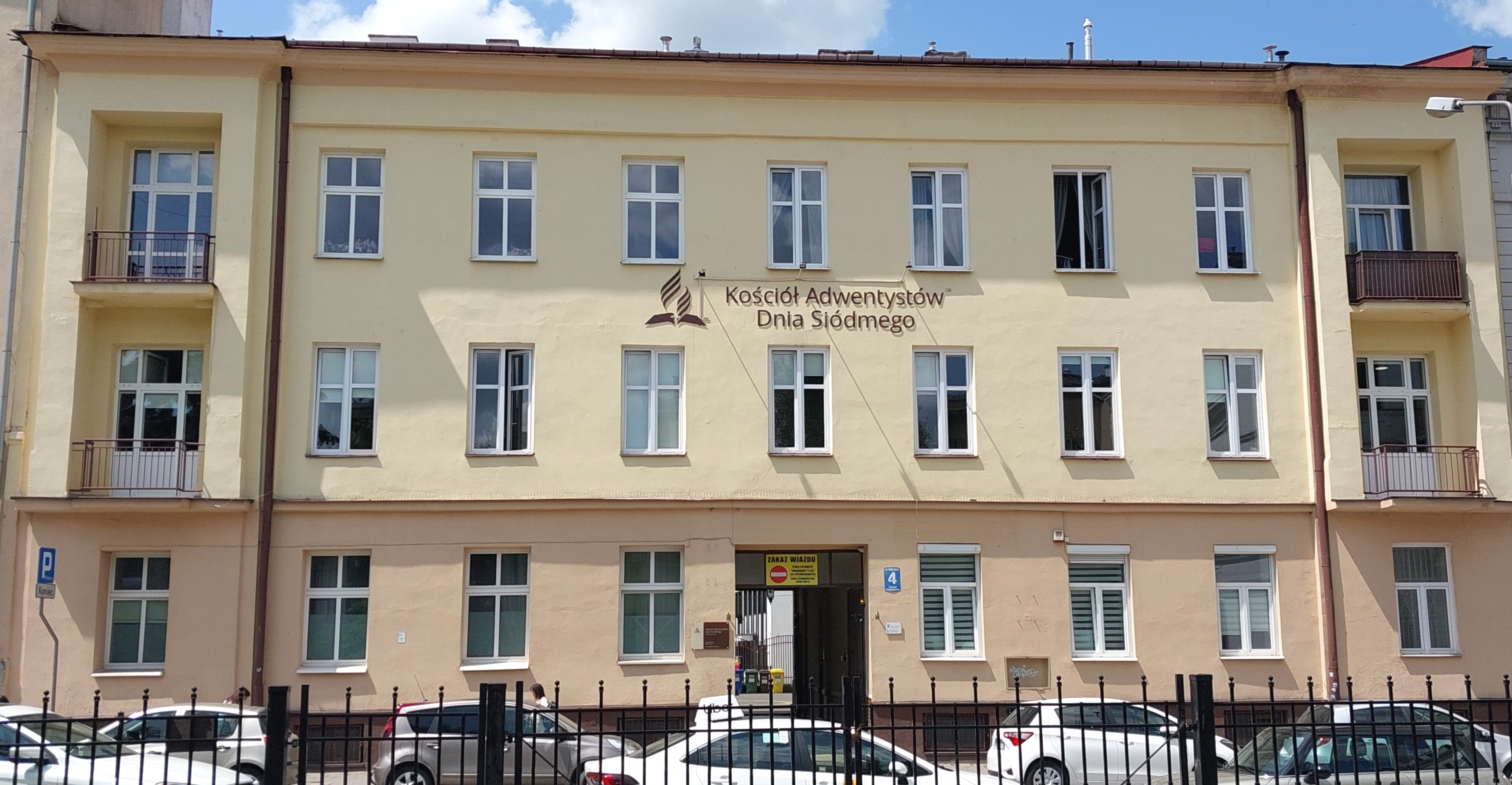
Siedziba Zboru Kościoła Adwentystów Dnia Siódmego

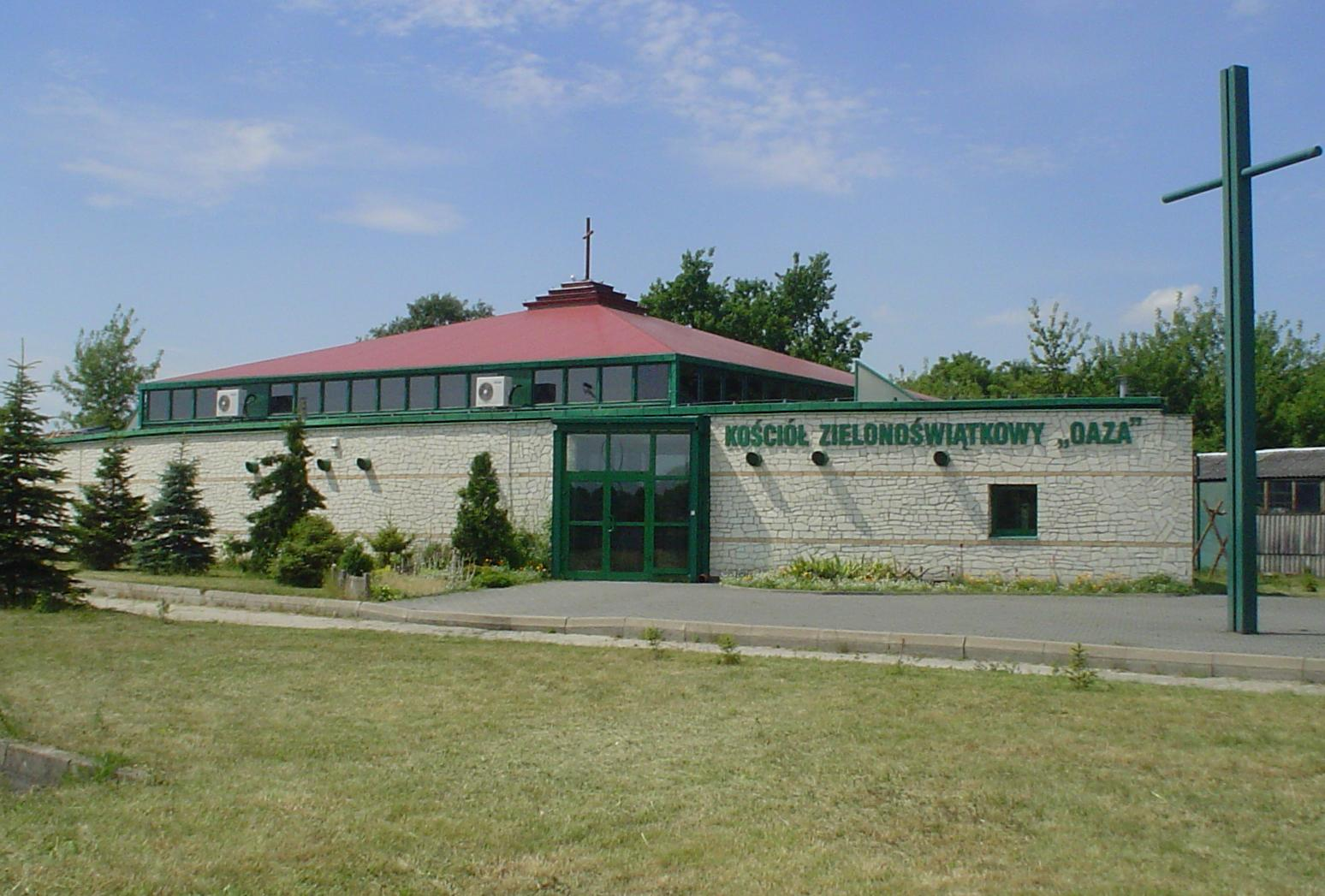
Kościół Zboru Zielonoświątkowego „Oaza”

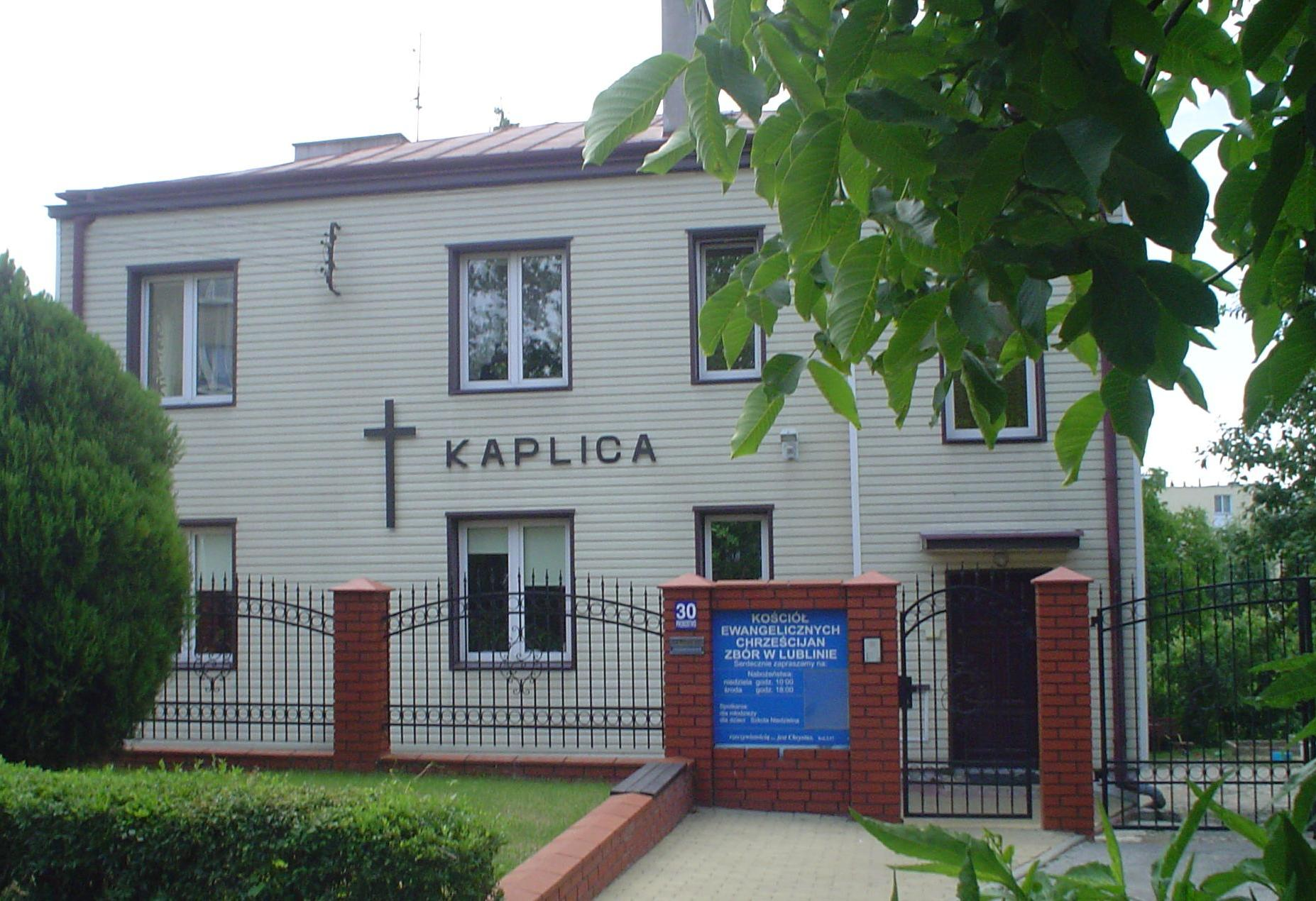
Kaplica Zboru Kościoła Ewangelicznych Chrześcijan

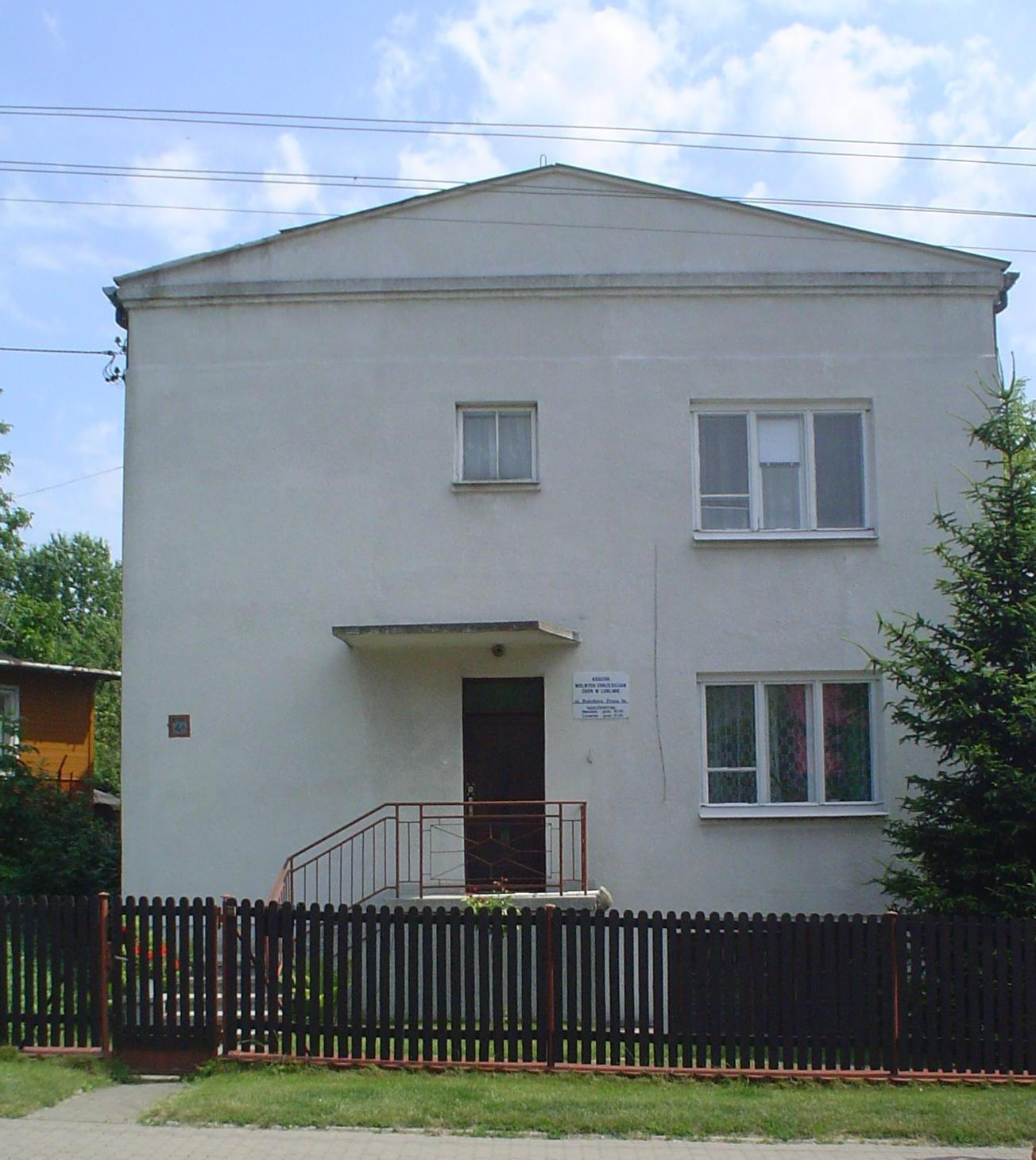
Budynek Zboru Kościoła Wolnych Chrześcijan

### Luteranie
- Parafia Ewangelicko-Augsburska Świętej Trójcy w Lublinie (w 2021 liczyła 230 wiernych)[1].

Wyznanie: Kościół Ewangelicko-Augsburski w RP
Pastor zboru: ks. Grzegorz Brudny
ul. Żołnierzy Niepodległej 10
Lubelski zbór luterański jest najstarszą wspólnotą protestancką istniejącą do dziś. Jest to czwarta co do wielkości parafia ewangelicka diecezji warszawskiej. Zbór posiada filiał położony w Kuzawce nad Bugiem.

### Metodyści
- Parafia Ewangelicko-Metodystyczna w Lublinie[4]

Wyznanie: Kościół Ewangelicko-Metodystyczny w RP
Pastor zboru: ks. Dariusz Zuber
ul. Prusa 4a (gościnnie w kaplicy zboru Kościoła Wolnych Chrześcijan)
Nabożeństwa: pierwsza niedziela miesiąca, godz. 14.00.

### Baptyści
- Zbór Kościoła Chrześcijan Baptystów w Lublinie[5]

Wyznanie: Kościół Chrześcijan Baptystów w RP
Pastor zboru: Randy Hacker
ul. Kochanowskiego 38a

### Adwentyści
- Zbór Kościoła Adwentystów Dnia Siódmego w Lublinie[6]

Wyznanie: Kościół Adwentystów Dnia Siódmego w RP
Pastor zboru: Taras Semeniuk
ul. Niecała 4
Lubelski zbór adwentystyczny należy do diecezji wschodniej. Przy zborze działa również punkt katechetyczny.

### Zielonoświątkowcy
- Zbór Kościoła Zielonoświątkowego „Oaza” w Lublinie[8]

Wyznanie: Kościół Zielonoświątkowy w RP
Pastor zboru: Marek Wółkiewicz
ul. Tatarska 5
Największy zbór zielonoświątkowy w Lublinie. Przy zborze działa Duszpasterstwo Akademickie „Petra” oraz Szkoła Biblijna „EuroMission”.
- Zbór Kościoła Zielonoświątkowego „Charisma” w Lublinie[8]

Wyznanie: Kościół Zielonoświątkowy w RP
Pastor zboru: Bogdan Perenc
ul. Krochmalna 24
Zbór organizuje także Wieczór Chwały, który odbywa się okresowo, łącząc wiernych Kościołów Ewangelikalnych w oddawaniu chwały Bogu przez pieśni i modlitwy. Zbór prowadzi punkt poradnictwa chrześcijańskiego.
- Zbór Kościoła Chrześcijan Wiary Ewangelicznej „Brama Nadziei” w Lublinie[11]

Wyznanie: Kościół Chrześcijan Wiary Ewangelicznej
Pastor zboru: mgr inż. Zbigniew Rutkowski
ul. Jodłowa 28
- Kościół Chrześcijański „Nowe Życie” w Lublinie[14]

Wyznanie: Kościół Boży w Chrystusie
Pastor zboru: Przemysław Kopyto
ul. Lotnicza 3
- Kościół Chrześcijański „Boże Światło” w Lublinie[15]

Wyznanie: Kościół Boży w Polsce
Pastor zboru: Ihor Buben
ul. Lubartowska 39
- Kościół Ewangeliczny Zgromadzenia Bożego w Lublinie[16]

Wyznanie: Kościół Ewangeliczny Zgromadzenia Bożego
Pastor zboru: Antero Kaczan
ul. Lubartowska 39
- Kościół Chwały w Lublinie[17]

Wyznanie: Kościół Chwały
Pastor zboru:
ul. Rybna 9/2
- Kościół Chrześcijański „Miejsce Odnowienia”[18]

Wyznanie: Brak denominacji (ruch charyzmatyczny)
Pastor zboru: Małgorzata Lewandowska
ul. 1-go Maja 33

### Kościoły Chrystusowe
- Społeczność Chrześcijańska „Centrum” w Lublinie

Wyznanie: Kościół Chrystusowy w RP
Pastor zboru: Marek Charis
ul. Skłodowskiej 3

### Ruch Ewangelicznych Chrześcijan
- Zbór Kościoła Ewangelicznych Chrześcijan w Lublinie[22]

Wyznanie: Kościół Ewangelicznych Chrześcijan
Pastor zboru: Jacek Duda
ul. Probostwo 30

### Bracia plymuccy
- Zbór Kościoła Wolnych Chrześcijan w Lublinie[23]

Wyznanie: Kościół Wolnych Chrześcijan w RP
Starszy zboru: Stanisław Cichosz
ul. Prusa 4a

### Inne ewangelikalne
- Kościół Nowego Przymierza w Lublinie[25]

Wyznanie: Brak denominacji
Pastor zboru: Paweł Chojecki
ul. Czeremchowa 12/19
- Zbór Chrześcijańskiej Wspólnoty Ewangelicznej w Lublinie[26]

Wyznanie: Chrześcijańska Wspólnota Ewangeliczna
Pastor zboru: Tomasz Kasica
Lubelski Park Technologiczny, ul. Dobrzańskiego 3, sala 1.6
- Punkt misyjny w Lublinie zboru Warszawa Mesjańskich Zborów Bożych[27]

Wyznanie: Mesjańskie Zbory Boże (Dnia Siódmego)